# Euphrasia dyeri
Euphrasia dyeri är en snyltrotsväxtart som beskrevs av Richard von Wettstein. Euphrasia dyeri ingår i släktet ögontröster, och familjen snyltrotsväxter. Inga underarter finns listade i Catalogue of Life.